# Griffith Institute
Il Griffith Institute è un dipartimento dell'Ashmolean Museum, presso l'Università di Oxford, dedicato agli studi di egittologia e alla promozione dell'egittologia come disciplina archeologica. L'istituto fu inaugurato il 21 gennaio 1939 e prende il nome dall'egittologo inglese Francis Llewellyn Griffith (1862-1934), che ne aveva disposto, nel testamento, i fondi per la creazione.

## Archivio
Il dipartimento possiede un cospicuo archivio sulle campagne di scavo britanniche condotte in Egitto tra il XIX e il XX secolo comprendente copie di iscrizioni, ricalchi, disegni e acquerelli, negativi e fotografie originali. Fanno parte di questa collezione archivistica, anche le carte originali dell'egittologo Alan Gardiner (1879-1963) e del suo assistente Battiscombe Gunn (1883-1950), la documentazione e le trascrizioni di testi ieratici di Jaroslav Černý (1898-1970), che fu professore di egittologia presso l'Università di Oxford tra il 1951 e il 1965, le annotazioni di Howard Carter (1874-1939) durante la scoperta della tomba di Tutankhamon, nel 1922, così come la documentazione degli scavi nubiani di Griffith e Henry Wellcome (1853-1936).

## Pubblicazioni
Il Griffith Institute cura la pubblicazione di alcuni testi di rilievo nel campo dell'archeologia egizia come il Topographical Bibliography of Ancient Egyptian Hieroglyphic Texts, Reliefs and Paintings (Bibliografia topografica di testi geroglifici, rilievi e dipinti dell'Antico Egitto, 8 volumi al 2009), l'Egyptian Grammar di Gardiner e A Concise Dictionary of Middle Egyptian (Breve dizionario di medio egizio) di Raymond Oliver Faulkner.